# Мойславиці-Колонія
Мойславіце-Колонія (пол. Mojsławice-Kolonia) — село в Польщі, у гміні Ухані Грубешівського повіту Люблінського воєводства.
Населення — 151 особа (2011).
У 1975—1998 роках село належало до Замойського воєводства.

## Демографія
Демографічна структура станом на 31 березня 2011 року:
|          | Загалом | Допрацездатний вік | Працездатний вік | Постпрацездатний вік |
| -------- | ------- | ------------------ | ---------------- | -------------------- |
| Чоловіки | 73      | 15                 | 44               | 14                   |
| Жінки    | 78      | 18                 | 33               | 27                   |
| Разом    | 151     | 33                 | 77               | 41                   |